# Melanolycaena altimontana
Melanolycaena altimontana är en fjärilsart som beskrevs av Atuhiro Sibatani 1974. Melanolycaena altimontana ingår i släktet Melanolycaena och familjen juvelvingar. Inga underarter finns listade i Catalogue of Life.